# 達尼斯敦 (馬里蘭州)
達尼斯敦（英語：Darnestown）是位於美國馬里蘭州蒙哥馬利縣的一個普查規定居民點。

## 人口
根據2020年美國人口普查的數據，達尼斯敦的面積為45.80平方千米，當中陸地面積為42.40平方千米，而水域面積為3.40平方千米。當地共有人口6723人，而人口密度為每平方千米146.79人。